# Sombrero Festival
El Sombrero Festival, también conocido como Sombrero Fest, es un Festival anual de cuatro días antes de la Cuaresma celebración que tiene lugar en Matamoros, Tamaulipas, México, en cooperación con Brownsville, Texas, Estados Unidos El grito, un mexicano alegre grito: abre los festejos cada año. Este festival es una celebración de la herencia compartida entre las dos ciudades fronterizas de Matamoros, Tamaulipas y Brownsville, Texas. Este festival es muy similar a Charro Days, que es la versión de Brownsville del Festival Sombrero. El Sombrero Festival culmina en el Parque Washington en Brownsville, Texas.

## El Sombrero
El Festival Sombrero, a Tamaulipas de la Charro Days festival, comenzó en 1986 en la ciudad de Matamoros, Tamaulipas por Danny Loff con el fin de reactivar las actividades y competencias de Charro Days.
El Festival Sombrero incluye un concurso de comer jalapeño, de 1 milla y 3 kilómetros de marcha concursos, música y danza, las artes y la artesanía y las actividades de venta, stands de numerosos alimentos y concursos de cocina. Varios  rock estrellas, corrido cantantes y artistas de música tejana realizar en este evento anual. Durante la candidatura presidencial, Barack Obama hizo una inesperada visita al Festival Sombrero en Brownsville, Texas, donde se comió un mexicano  torta, partidos jugados, y saludó a los votantes. El evento no sólo provee a las familias con el entretenimiento, sino que también da dinero a organizaciones de caridad y para financiar los servicios públicos en Brownsville, Texas y Matamoros, Tamaulipas.
Mr. Amigo Association, una organización que trabaja por la relación de amistad con  Matamoros, Tamaulipas, México y  Brownsville, Texas, Estados Unidos y para preservar los días de Charro y Sombrero celebraciones del Festival, se convirtió en una parte de Charro Days en 1967. Sombrero Fest, una de tres díasWashington Park fiesta en la calle con artistas populares rock, country y tejano, fue agregado en 1986. Por otra parte, vale la pena mencionar que el primer presidente de la Asociación Mr. Amigo fue el primero presidente de México, Miguel Alemán Valdés.
Durante la creación de TLCAN Acuerdo en el período 1988-1989, el congresista Solomon Ortiz presentó la Asociación Mr. Amigo con el Sr. Amigo Premio de Revisión para la distinción de ser una de las primeras organizaciones para extender la amistad y el entendimiento mutuo entre los Estados Unidos y México. El Sr. Amigo Award revisión sigue en exhibición en el Biblioteca del Congreso de Washington, DC como un modelo binacional de amistad entre los dos países.